# Зіґфрід Томашкі
Зіґфрід Пауль Леонард Томашкі (нім. Siegfried Paul Leonhard Thomaschki; 20 березня 1894, Місвальде — 31 травня 1967, Бад-Ноєнар) — німецький воєначальник, генерал артилерії вермахту. Кавалер Лицарського хреста Залізного хреста з дубовим листям.

## Біографія
Учасник Першої світової війни. Після демобілізації армії залишений у рейхсвері, служив у артилерії. Учасник Польської і Французької кампаній. З 7 серпня 1941 року — начальник 123-го артилерійського командування. З 26 січня 1942 року — командир 11-ї піхотної дивізії, яка вела бої в районі Волхова і Ладоги. З 10 вересня 1943 року — начальник 308-го вищого артилерійського командування. 22 листопада 1944 року під його командуванням в Прибалтиці була сформована корпусна група. З 27 грудня 1944 року — командир 10-го армійського корпусу, який входив до складу фактично оточеного угруповання німецьких військ в Курляндії. Незважаючи на повну перевагу ворога в живій силі та техніці, вів запеклі бої і лише 9 травня 1945 року склав зброю. 21 травня 1949 року військовим трибуналом засуджений до 25 років ув'язнення у виправно-трудових таборах. 10 жовтня 1955 року переданий владі ФРН і звільнений.

## Звання
- Фанен-юнкер (4 березня 1913)
- Фенріх (20 листопада 1913)
- Лейтенант (20 червня 1914) — патент від 23 червня 1912 року.
- Оберлейтенант (16 вересня 1917)
- Гауптман (1 серпня 1925)
- Майор (1 травня 1934)
- Оберстлейтенант (2 жовтня 1936) — патент від 1 жовтня 1936 року.
- Оберст (1 серпня 1938) — з 17 грудня 1941 року офіційна дата підвищення 1 березня 1938 року.
- Генерал-майор (1 березня 1942)
- Генерал-лейтенант (21 січня 1943) — патент від 1 січня 1943 року.
- Генерал артилерії (1 березня 1945)

## Нагороди

### Перша світова війна
- Залізний хрест 2-го класу (31 листопада 1914)
- Хрест «За військові заслуги» (Австро-Угорщина) 3-го класу з військовою відзнакою (22 березня 1916)
- Залізний хрест 1-го класу (27 січня 1917)
- Нагрудний знак «За поранення» в сріблі (17 вересня 1918) — за 3 поранення, одержані 2 грудня, 6 квітня 1916 і в серпні 1918 року.

### Міжвоєнний період
- Рятувальна медаль (27 травня 1927)
- Почесний хрест ветерана війни з мечами
- Пам'ятна військова медаль (Австрія) з мечами
- Медаль «За вислугу років у Вермахті» 4-го, 3-го, 2-го і 1-го класу (25 років)

### Друга світова війна
- Застібка до Залізного хреста
  - 2-го класу (6 жовтня 1939)
  - 1-го класу (18 грудня 1939)
- Нагрудний знак «За поранення» в золоті (1 листопада 1940)
- Німецький хрест в золоті (19 або 22 грудня 1941)
- Медаль «За зимову кампанію на Сході 1941/42» (26 липня 1942)
- Лицарський хрест Залізного хреста з дубовим листям
  - Лицарський хрест (1 листопада 1942)
  - Дубове листя (№ 299; 11 листопада 1943)
- Відзначений у Вермахтберіхт (12 лютого 1944)